# Polina Shélepen
Polina Serguéyevna Shélepen (en ruso: Поли́на Серге́евна Ше́лепень; nacida el 28 de julio de 1995) es una patinadora artística sobre hielo rusa retirada. Dos veces ganadora de la final Júnior del Grand Prix, doble ganadora de los nacionales de Rusia.

## Carrera

### Primeros pasos

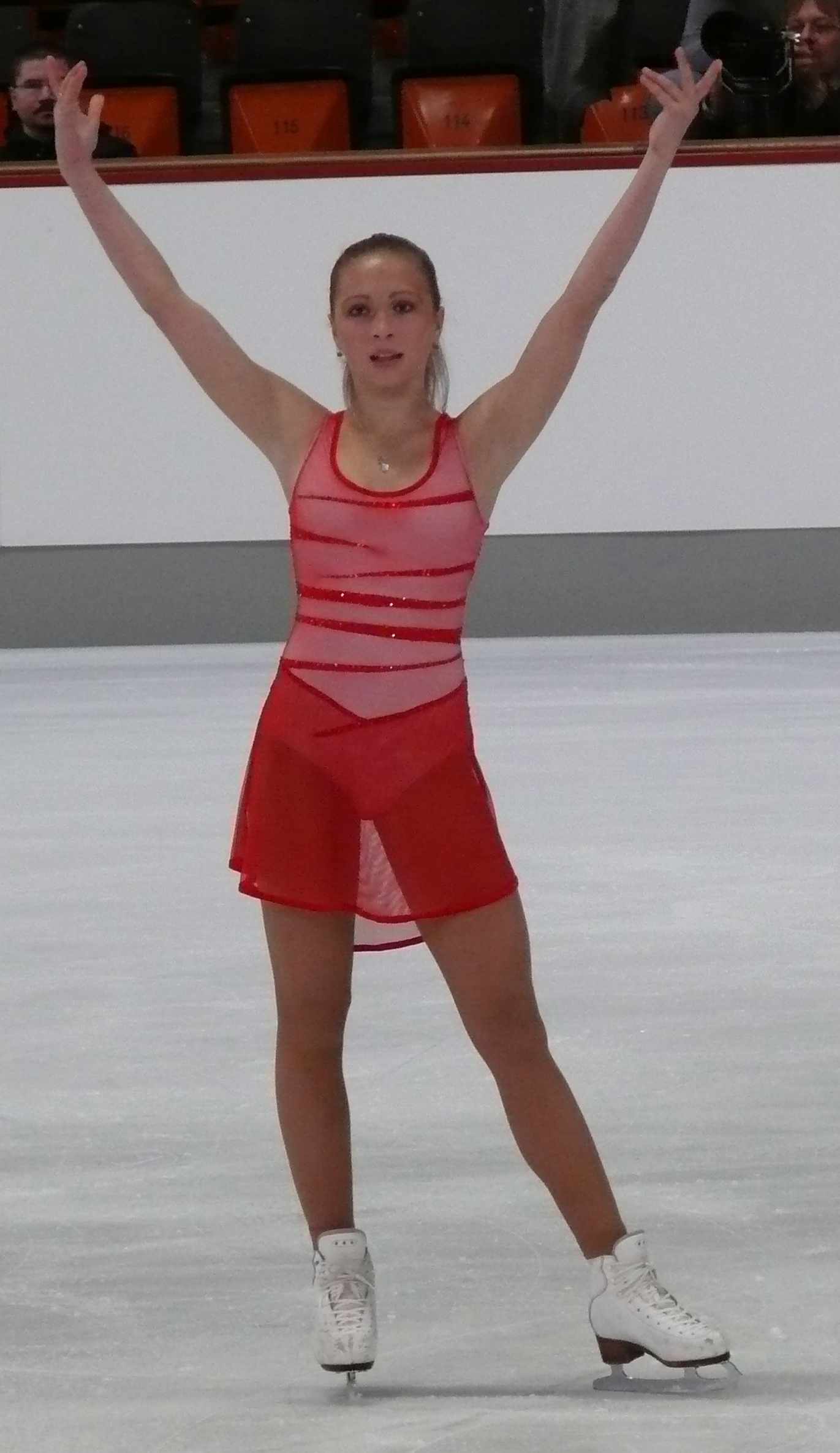
Shélepen en el Trofeo Nebelhorn de 2012.

Empezó a patinar a la edad de cuatro años, Eteri Tutberidze fue su primer entrenadora y desde los 11 años empezó a practicar saltos como el triple salchow. Su madre la motivó a patinar. En la temporada 2009-2010 ganó sus dos primeros eventos de Grand Prix en la categoría júnior, calificó a la final donde obtuvo la medalla de plata. Quedó en cuarto lugar en su primer Campeonato del Mundo Júnior en 2010.

### Trayectoria
En la temporada 2010-2011 la patinadora experimentó un rápido crecimiento, lo que le ocasionó problemas de coordinación. Ganó el oro en el Júnior Grand Prix en Francia y en bronce en el evento de la República Checa. En el Campeonato de Rusia de 2011 finalizó con una medalla de plata en la categoría júnior. Calificó a la final del Grand Prix de 2011-2012, donde ganó la medalla de plata. En el Campeonato de Rusia de 2012 finalizó con un décimo lugar en la categoría sénior.
En julio de 2012 Shélepen dejó de entrenar con Tutberidze y cambió a Svetlana Sokolovskaya del club de patinaje CSKA Moscow. Finalizó en quinto lugar en el Trofeo Nebelhorn de 2012 y más adelante no pudo participar en el Trofeo NHK de 2012 por una herida.
En marzo de 2013 su entrenadora confirmó que la patinadora recibió un pasaporte de Israel, para competir representando ese país. La federación rusa de patinaje la liberó meses después. En septiembre de 2014 anunció que se retiraba del patinaje competitivo, regresó a vivir a Moscú tras vivir un año en Israel y recibir la nacionalidad. La patinadora comenzó a entrenar a pequeñas patinadoras en el club de patinaje CSKA Moscow junto a Svetlana Sokolovskaya, más adelante anunció que estudiaría educación física en la Universidad Estatal de Rusia para conseguir una licencia de entrenadora profesional de patinaje sobre hielo.

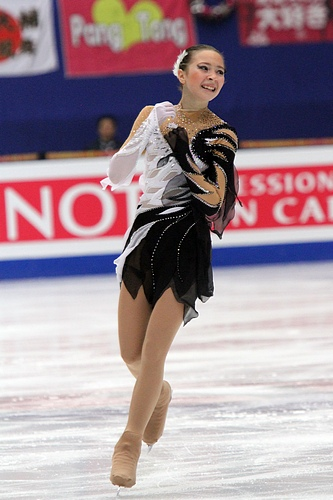
Shélepen en la final del Grand Prix de 2010.

### Programas
|           | Programa corto                                  | Programa libre                           | Exhibición                               |
| --------- | ----------------------------------------------- | ---------------------------------------- | ---------------------------------------- |
| 2012-2013 | Autumn Leaves de Roger Williams                 | Gone with the Wind                       |                                          |
| 2011-2012 | Marco Polo de Ennio Morricone                   | Concierto de violín de Felix Mendelssohn |                                          |
| 2010-2011 | El lago de los cisnes de Piotr Ilich Chaikovski | Korobeiniki                              | Ain't No Other Man de Christina Aguilera |
| 2009-2010 | Michael Jackson de Edvin Marton                 | Polovtsian Dances de Alexander Borodin   | Ain't No Other Man de Christina Aguilera |

### Detalle de resultados
| Temporada 2012-2013                    | Temporada 2012-2013                       | Temporada 2012-2013 | Temporada 2012-2013 | Temporada 2012-2013 | Temporada 2012-2013 | Temporada 2012-2013 |
| Fecha                                  | Evento                                    | Nivel               | Programa corto      | Programa libre      | Resultado           |                     |
| -------------------------------------- | ----------------------------------------- | ------------------- | ------------------- | ------------------- | ------------------- | ------------------- |
| 13–16 de diciembre de 2012             | Golden Spin of Zagreb de 2012             | Sénior              | 3 47.84             | 7 80.32             | 5 128.16            |                     |
| 26–28 de octubre de 2012               | Skate Canada International 2012           | Sénior              | 10 46.18            | 10 78.11            | 10 124.29           |                     |
| 27–29 de septiembre de 2012            | Trofeo Nebelhorn de 2012                  | Sénior              | 4 53.63             | 6 93.96             | 5 147.59            |                     |
| 7–9 de septiembre de 2012              | Torneo Ice Star de 2012                   | Sénior              | 1 51.52             | 1 90.19             | 1 141.71            |                     |
| Temporada 2011–2012                    |                                           |                     |                     |                     |                     |                     |
| Fecha                                  | Evento                                    | Nivel               | Programa corto      | Programa libre      | Resultado           |                     |
| 27 de febrero – 4 de marzo de 2012     | Campeonato del mundo júnior de 2012       | Júnior              | 12 47.99            | 4 108.03            | 6 156.02            |                     |
| 5–7 de febrero de 2012                 | Campeonato de Rusia de 2012               | Júnior              | 2 61.93             | 3 120.61            | 2 182.54            |                     |
| 25–29 de diciembre de 2011             | Campeonato de Rusia de 2012               | Sénior              | 17 45.44            | 7 109.34            | 10 154.78           |                     |
| 8–11 de diciembre de 2011              | Final del Grand Prix Júnior de 2011-2012  | Júnior              | 2 54.99             | 2 107.35            | 2 162.34            |                     |
| 21–24 de septiembre de 2011            | Grand Prix Júnior de Rumania 2011-2012    | Júnior              | 1 50.63             | 1 106.98            | 1 157.61            |                     |
| 31 de agosto – 3 de septiembre de 2011 | Grand Prix Júnior de 2011-2012            | Júnior              | 5 47.92             | 1 105.48            | 1 153.40            |                     |
| Temporada 2010–2011                    |                                           |                     |                     |                     |                     |                     |
| Fecha                                  | Evento                                    | Nivel               | Programa corto      | Programa libre      | Resultado           |                     |
| 28 de febrero – 6 de marzo de 2011     | Campeonato del Mundo nivel júnior de 2011 | Júnior              | 4 56.58             | 8 93.35             | 7 149.93            |                     |
| 2–4 de febrero de 2011                 | Campeonato de Rusia de 2011               | Júnior              | 2 60.31             | 3 114.02            | 2 174.33            |                     |
| 26–29 de diciembre de 2010             | Campeonato de Rusia de 2011               | Sénior              | 9 53.89             | 7 105.14            | 7 159.03            |                     |
| 9–12 de diciembre de 2010              | Final del Grand Prix Júnior de 2010-2011  | Júnior              | 3 53.26             | 6 94.11             | 5 147.37            |                     |
| 13–17 de octubre de 2010               | Final del Grand Prix Júnior de 2010-2011  | Júnior              | 2 50.46             | 3 102.46            | 3 152.92            |                     |
| 25–28 de agosto de 2010                | Final del Grand Prix Júnior de 2010-2011  | Júnior              | 2 48.11             | 1 103.31            | 1 151.42            |                     |
| Temporada 2009-2010                    |                                           |                     |                     |                     |                     |                     |
| Fecha                                  | Evento                                    | Nivel               | Programa corto      | Programa libre      | Resultado           |                     |
| 8–14 de marzo de 2010                  | Campeonato del Mundo de 2010              | Júnior              | 7 51.42             | 3 100.23            | 4 151.65            |                     |
| 3–6 de febrero de 2010                 | Campeonato de Rusia de 2010               | Júnior              | 10 53.49            | 3 105.85            | 3 159.34            |                     |
| 3–6 de diciembre de 2009               | 2009–10 Junior Grand Prix Final           | Júnior              | 1 59.54             | 2 99.75             | 2 159.29            |                     |
| 23–27 de septiembre de 2009            | Final del Grand Prix Júnior de 2009-2010  | Júnior              | 1 49.65             | 1 101.43            | 1 151.08            |                     |
| 26–30 de agosto de 2009                | Final del Grand Prix Júnior de 2009-2010  | Júnior              | 1 54.84             | 1 102.73            | 1 157.57            |                     |
| Temporada 2008-2009                    |                                           |                     |                     |                     |                     |                     |
| Fecha                                  | Evento                                    | Nivel               | Programa corto      | Programa libre      | Resultado           |                     |
| 28–31 de enero de 2009                 | Campeonato de Rusia de 2009               | Júnior              | 7 47.25             | 4 95.15             | 4 142.40            |                     |
| 24–28 de diciembre de 2008             | Campeonato de Rusia de 2008               | Sénior              | 9                   | 4                   | 6 142.34            |                     |